# John Wishart (statistik)
John Wishart (28. listopadu 1898, Perth, Skotsko – 14. července 1956, Acapulco, Mexiko) byl skotský matematik a zemědělský statistik. Je po něm pojmenováno rozdělení ve statistice.
Na University College London spolupracoval s matematikem Karlem Pearsonem, později pracoval spolu s Ronaldem Fisherem v zemědělském výzkumném institutu Rothamsted Research. Později pracoval jako docent statistiky na Cambridgeské univerzitě, kde se v roce 1953 stal prvním ředitelem statistické laboratoře.
V roce 1931 se stal členem Královské společnosti v Edinburghu. Od roku 1937 přispíval i do vědeckého časopisu Biometrika.
John Wishart zemřel 14. července 1956 ve věku 57 let v Mexiku.